# Farah Aliyeva
Farah Aliyeva est le chef du département de la politique humanitaire de l'administration du président de la République d'Azerbaïdjan, l'ancien recteur de l'Université d'État de la culture et des arts d'Azerbaïdjan (2014-2018), l'artiste émérite de la République d'Azerbaïdjan (2017).

## Biographie
Farah Aliyeva est née le 7 septembre 1961 à Bakou. Il est diplômé d'Académie de musique Hadjibeyov de Bakou en 1984.

## Carrière
En 1994-2006, elle a travaillé comme secrétaire scientifique à l'Académie de musique de Bakou. Elle est membre de l'Union des compositeurs d'Azerbaïdjan.

## Prix
- Ordre de la Gloire[4]